# Scolia orientalis
Scolia orientalis is een vliesvleugelig insect uit de familie van de Scoliidae. De wetenschappelijke naam van de soort is voor het eerst geldig gepubliceerd in 1856 door Saussure.